# 핵-맨틀 경계
1. 대륙 지각
2. 해양 지각
3. 상부 맨틀
4. 하부 맨틀
5. 외핵
6. 내핵

1. 모호로비치치 불연속면
2. 핵-맨틀 경계
3. 외핵-내핵 경계

지구 내부의 개략도.

핵-맨틀 경계(Core-mantle boundary, CMB)는 지구의 규산염 맨틀과 액체 철-니켈 합금 외핵 사이에 있으며, 지구 표면 아래 2,891 km 깊이에 있는 경계이다. 이 경계는 고체 맨틀과 용융된 외핵의 음향 임피던스 차이 때문에 해당 깊이에서 발생하는 지진파 속도의 불연속성을 통해 관측할 수 있다. 외핵에서는 P파 속도가 깊은 맨틀보다 훨씬 느리며, S파는 핵의 액체 부분에서는 전혀 존재하지 않는다. 최근 증거에 따르면 CMB 바로 위에는 심층 맨틀의 기본 규산염 페로브스카이트 광물의 새로운 상으로 구성된 후페로브스카이트라는 뚜렷한 경계층이 존재할 수 있다고 한다. 지진 토모그래피 연구에 따르면 경계 구역 내에서 핵과 맨틀의 경계면이 상당히 울퉁불퉁한 불규칙성을 보이는데 이는 아프리카 및 태평양의 LLSVP의 큰 영향을 받는 것으로 보인다.
외핵의 가장 윗부분은 위에 있는 맨틀보다 약 500~1,800K 더 뜨거워 열 경계층을 형성한다고 추정된다. 이 경계는 지구 표면과 유사하게 지형을 가지고 있으며, 이는 위에 있는 맨틀 내의 고체 대류를 통해 지지된다고 추정된다. CMB의 열적 특성 변화는 외핵의 철이 풍부한 유체 흐름에 영향을 미칠 수 있으며, 이는 궁극적으로 지자기를 만들어낸다.

## D″ 영역
CMB 바로 위에 위치한 약 200km 두께의 하부 맨틀 층을 D″ 영역("D 더블 프라임" 또는 "D 프라임 프라임")이라고 하며, 때로는 핵-맨틀 경계 구역에 대한 논의에 포함되기도 한다. D″ 명칭은 지구층에 대한 지구물리학자 키스 에드워드 불렌의 명명법에서 유래했다. 그의 시스템은 각 층을 알파벳 A부터 G까지 붙이는 것으로, 지구의 지각은 'A', 내부 핵은 'G'까지 붙여진다. 1942년에 출판된 불렌의 모델에서 전체 하부 맨틀은 D층이었다. 1949년에 불렌은 그의 'D'층이 실제로는 두 개의 다른 층이라는 것을 발견했다. D층의 상부, 약 1,800km 두께는 D′ (D 프라임)으로 재명명되었고, 하부 (아래 200km)는 D″으로 명명되었다. 나중에 D"가 구형이 아니라는 것이 밝혀졌다. 1993년, 체호프스키는 D"의 불균일성이 대륙과 유사한 구조(즉, 핵-대륙)를 형성한다는 것을 발견했다. 이들은 시간이 지남에 따라 움직이며 열점 및 맨틀 대류설의 일부 속성을 결정한다. 이후 연구는 이 가설을 지지했다.

## 지진 불연속면
지구 내부에는 표면 아래 약 2,900km 깊이에 지진파(지진이나 폭발에 의해 생성됨)의 속도가 갑작스럽게 변하는 지진 불연속면이 존재한다. 이 깊이에서 P파의 속도는 감소하고, S파는 완전히 사라진다. S파는 물질을 전단하며 지나가 액체를 통과할 수 없으므로, 불연속면 위의 단위는 고체이고 아래의 단위는 액체 또는 용융된 형태라고 추정된다.
이 불연속면은 지구 내부 연구 및 이해에 여러 중요한 공헌을 한 지진학자 베노 구텐베르크가 발견했다. CMB는 구텐베르크 불연속면, 올드햄-구텐베르크 불연속면, 또는 비헤르트-구텐베르크 불연속면으로도 불렸다. 그러나 현대에는 구텐베르크 불연속면 또는 "G"라는 용어가 지구 해양 아래 약 100km 지점에서 관찰되는 깊이에 따른 지진 속도 감소를 언급할 때 가장 일반적으로 사용된다.

## 같이 보기
- 핵-맨틀 분화
- 초저속도대